# Кристи (фильм)
«Кристи» (англ. Christy) — предстоящая американская биографическая спортивная драма о бывшей профессиональной боксёрше Кристи Мартин, роль которой исполнит Сидни Суини. Режиссёром фильма стал Дэвид Мишо, написавший сценарий совместно с Миррой Фулкс.
Мировая премьера запланирована на сентябрь 2025 года в рамках Международного кинофестиваля в Торонто.

## Сюжет
Фильм рассказывает историю восхождения Кристи Мартин к званию самой известной женской боксёрши Америки в 1990-х годах, а также трагические события, включая попытку убийства мужем Джеймсом Мартином в 2010 году.

## В ролях
- Сидни Суини — Кристи Мартин[англ.]
- Бен Фостер — Джеймс В. Мартин, муж Кристи
- Мерритт Уивер — Джойс Солтерс
- Кэти О’Брайан — Лиза Холевайн
- Итан Эмбри — Джон Солтерс
- Джесс Габор — Шерри Лук, школьная подруга Кристи
- Чад Л. Колман — Дон Кинг
- Тони Кавалеро — Джеймс Малоне

## Производство
В мае 2024 года стало известно, что в производстве находится биографический фильм о бывшей боксере-профессионале Кристи Мартин, режиссёром которого стал Дэвид Мишо, а сценарий написали Мишо и Мирра Фоулкс. Роль Мартин сыграет Сидни Суини. Мартин примет участие в создании фильма. Также в мае 2024 года было объявлено, что фильм будет представлен международным покупателям на выставке Marché du Film, на Каннском кинофестивале 2024 года. Ожидалось, что основные съёмки фильма начнутся осенью 2024 года. В сентябре 2024 года к актёрскому составу присоединились Бен Фостер, Мерритт Уивер, Кэти О’Брайан, Итан Эмбри, Джесс Габор и Чед Л. Коулман. Продюсерами фильма выступят Керри Кохански-Робертс, Дэвид Мишо, Джастин Лотроп, Брент Стифел, Сидни Суини и Тедди Шварцман, а исполнительными продюсерами — Майкл Хеймлер, Джон Фридберг, Мирра Фоулкс, Брэд Циммерман, Дэвид Левин, Райан Шварц и Ник Шумейкер. Производством фильма занимаются компании, как Anonymous Content, Yoki, Inc., Votiv, Fifty-Fifty Films и Black Bear Pictures.
Основные съёмки начались 30 сентября 2024 года в Северной Каролине и завершились 15 ноября 2024 года.
Мировая премьера запланирована на сентябрь 2025 года в рамках Международного кинофестиваля в Торонто.